# Le voleur d’enfants (1991)
Le Voleur d'enfants (wörtlich: Der Kinderdieb) ist ein französisch-italienisch-spanisches Filmdrama von Christian de Chalonge von 1991 auf der Basis des  Romans Le voleur d’enfants von Jules Supervielle.

## Handlung
Colonel Philemon Bigua, ein reicher, 50 Jahre alter Argentinier, lebt in Paris im Exil und träumt davon, nach Argentinien zurückzukehren, wo er einst wie ein Held gefeiert wurde. Er träumt von einer Familie, er und seine Frau haben aber selbst keine Kinder. Er „stiehlt“ daher Kinder, gabelt sie auf der Straße auf und schafft sich mit ihnen eine Art Ersatzfamilie. Er übt keinen Druck auf die Kinder aus, sie können bei ihm bleiben, können aber jederzeit die Familie verlassen. Eines der Kinder wurde ihm von dessen Vater, der in finanziellen Schwierigkeiten steckte, „verkauft“. Als dieses Mädchen in die Jungengruppe aufgenommen wird, entwickelt der Colonel allmählich für sie Gefühle, die nicht mehr väterlich sind.

## Produktion und Veröffentlichung
Der Film wurde in Mailand, Süditalien und in dem Pariser Parc des Buttes-Chaumont gedreht. Le Voleur d’enfants ist der letzte Film des im November 1991 gestorbenen Schauspielers Gabriele Tinti. Mastroianni, der den Colonel spielt, war zum Zeitpunkt des Drehs 64 Jahre alt, während Virginie Ledoyen erst 14 Jahre alt war.
Premiere des Films in Frankreich war am 5. September 1991. 2001 veröffentlichte TVVidéo eine DVD in französischer Sprache.